# Austrovates variegata
Austrovates variegata är en bönsyrseart som beskrevs av Sjöstedt 1918. Austrovates variegata ingår i släktet Austrovates och familjen Mantidae. Inga underarter finns listade i Catalogue of Life.